# Henny Rosenthal
(Henriette) Henny Rosenthal (geboren am 29. November 1884; gestorben 1944) war eine der ersten Frauen, die in Deutschland Obst- und Gemüseanbau professionell betrieben hat. Sie ist Mutter des Landschaftsarchitekten und Psychologen Karl Linn, der in den USA die Idee der Gemeinschaftsgärten vorantrieb.

## Leben und Wirken
Henny Rosenthal wurde als jüngstes von vier Kindern und einzige Tochter einer Berliner jüdischen Kaufmannsfamilie geboren. Ihr Vater, Carl Rosenthal, war Bankier und Getreidehändler, ihre Mutter Paula Wiesenburg stammte aus Breslau. Sie machte eine Ausbildung als Kauffrau, wurde bei der Berliner Börse angestellt und erhielt damals als erste Frau die Prokura der Gesellschaft.
Als erfolgreiche Frau hatte sie Kontakte zu Gustav Landauer und dessen Frau Hedwig Lachmann, zu Heinrich und Lily Braun, wobei letztere Henny Rosenthal ermutigte, sich für die Rechte der Frauen einzusetzen. Sie interessierte sich auch für den Reformpädagogen Gustav Wynecken und seine Überlegungen zu Freien Schulen.
1911 besuchte Henny Rosenthal die von Elvira Castner gegründete Obst- und Gartenbauschule für gebildete Mädchen und Frauen Mariendorf bei Berlin, danach machte sie ein einjähriges Praktikum in einem Waisenhaus in Nieuwpoort (Belgien).
1913 kaufte sie mit Hilfe der Rentengut-Genossenschaft "Freie Scholle" aus Frankfurt (Oder) 20 Morgen Bodenreform-Land im Dorf Dessow (im damaligen Kreis Ruppin) und baute die erfolgreiche Obst- und Gemüsegärtnerei Immenhof auf. Es wurden Ausbildungsplätze für Mädchen geboten und Gartentherapie für Behinderte. Kunden für die Produkte der Gärtnerei waren jüdische Institutionen in Berlin, darunter Kempinski und das KaDeWe.
1922 heiratete Henny Rosenthal den Witwer Josef (Jossel) Lin (geboren am 28. Januar 1877), den Oberbibliothekar der Jüdischen Gemeinde in Berlin. Lin brachte drei Kinder mit in die Ehe: Bella, Theo und Henry.
1923 wurde der gemeinsame Sohn Karl geboren.
1933 wurde der Handel von und mit Juden in Deutschland verboten, Henny Rosenthal musste daraufhin ihre Gärtnerei zu einem Bruchteil des Wertes verkaufen und wanderte 1934 mit den Kindern Karl und Bella über die Schweiz und Italien nach Palästina aus, wohin ihr Ehemann schon 1933 über Paris geflüchtet war. Zwischen Haifa und Akkon gründete die wieder vereinte Familie Lin eine Farm.